# Scheeßel
Scheeßel – gmina samodzielna (niem. Einheitsgemeinde) w Niemczech, w kraju związkowym Dolna Saksonia, w powiecie Rotenburg (Wümme).

## Geografia
Gmina Scheeßel położona jest ok. 8 km na północny wschód od miasta Rotenburg (Wümme).

## Dzielnice gminy
W skład gminy Scheeßel wchodzą następujące dzielnice:
| - Abbendorf - Bartelsdorf - Hetzwege - Jeersdorf - Ostervesede - Sothel | - Scheeßel - Westeresch - Westerholz - Westervesede - Wittkopsbostel - Wohlsdorf |

## Współpraca
- Teterow, Meklemburgia-Pomorze Przednie

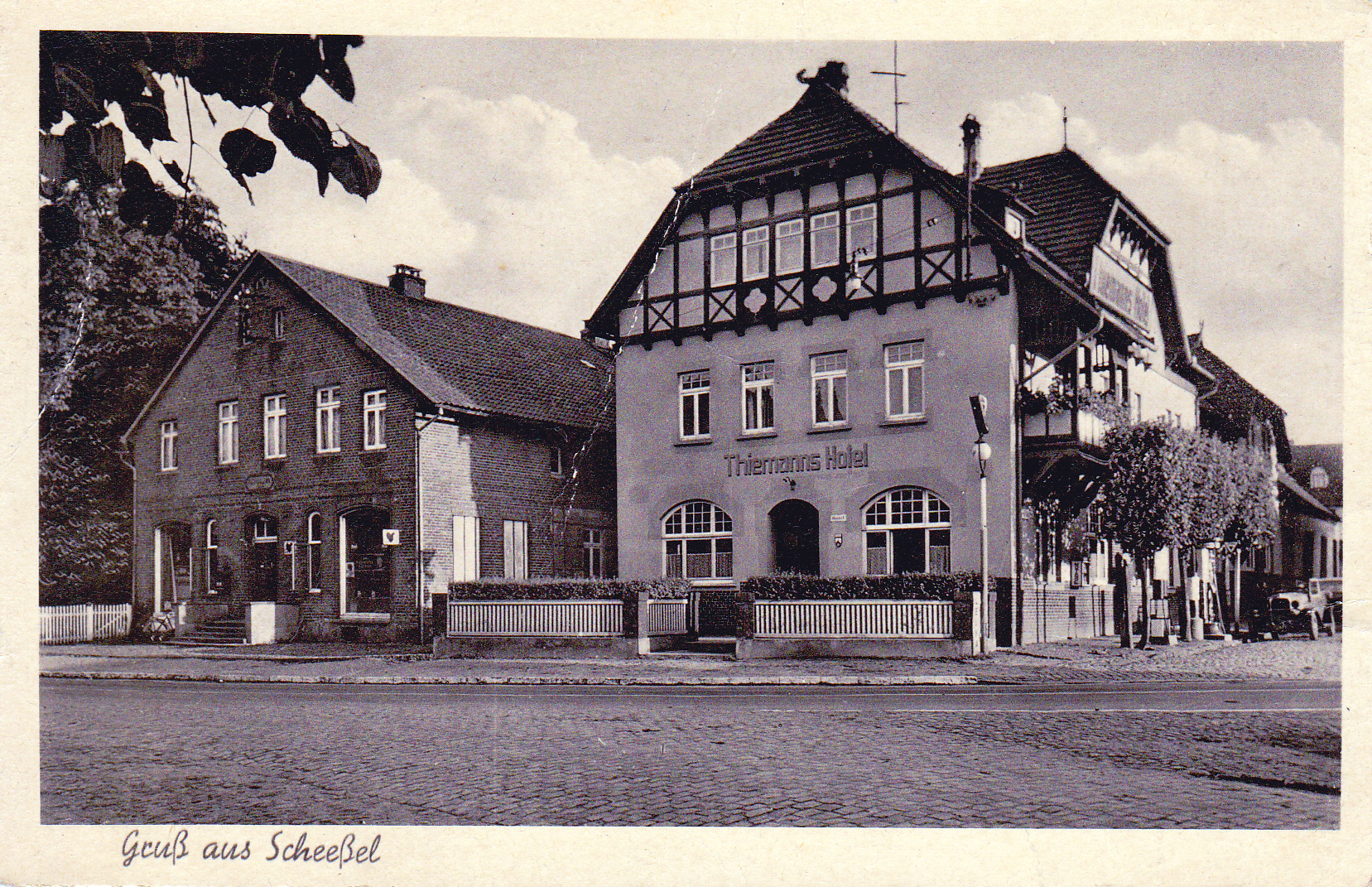
Pocztówka z Scheeßel, ok. 1920–1930

- Tukums, Łotwa